# Tom Crean (allenatore di pallacanestro)
Thomas Aaron Crean, detto Tom (Mount Pleasant, 25 marzo 1966), è un allenatore di pallacanestro statunitense.

## Carriera
È stato allenatore della squadra di pallacanestro della Marquette University dal 1999 al 2008, con cui ha ottenuto una media di 20 vittorie a stagione, riuscendo a qualificarsi alla NCAA Final Four 2003. Ha poi allenato gli Indiana Hoosiers dal 2008 al 2017.